# Theinhko
Theinhko (en birman: သိန်း ခို; ou encore Theinkho, prononcé: [θéiɴkʰò]; vers 919-956.) fut roi de Pagan en Birmanie (Myanmar) de 934 environ à 956 environ. Selon les chroniques birmanes (en), il était un fils du roi précédent, Sale Ngahkwe. Il fut tué par un paysan, Nyaung-U Sawrahan, dans la ferme duquel il avait pris un concombre. Épuisé et assoiffé, le roi revenait d'une expédition de chasse et lui et sa suite s'étaient perdus de vue.  Le paysan fut accepté comme roi par la reine pour éviter des troubles dans le royaume et il est resté sous le nom de « Roi concombre », « Roi fermier » ou « Taungthugyi Min ».
L'histoire relève probablement du conte de fées. Il en existe au moins trois autres versions - un parallèle exact dans le conte de fées birman Princesse Thudhammasari, et deux variantes dans l'histoire du Cambodge, l'une au huitième siècle et l'autre au quatorzième (Neay Trasac Paem Chay). Les rois du Cambodge prétendent descendre du jardinier.
Les diverses chroniques ne s'accordent pas sur les dates concernant sa vie et son règne. On considère que la plus ancienne, Zatadawbon Yazawin, est la plus précise pour la période du royaume de Pagan.